# Corpsegrinder (musikalbum)
Corpsegrinder är den amerikanske death metal-sångaren George "Corpsegrinder" Fishers första soloalbum, utgivet den 25 februari 2022.

## Låtlista
1. "Acid Vat" (featuring Erik Rutan)
2. "Bottom Dweller"
3. "On Wings of Carnage"
4. "All Souls Get Torn"
5. "Death Is the Only Key"
6. "Crimson Proof"
7. "Devourer of Souls"
8. "Defined by Your Demise"
9. "Master of the Longest Night"
10. "Vaguely Human"